# Madagiri, Manvi
Madagiri là một làng thuộc tehsil Manvi, huyện Raichur, bang Karnataka, Ấn Độ.